# Резник Яків Борисович (медик)
Яків Борисович Резник (5 січня 1902, Оргіїв, Кишинівський повіт, Бессарабська губернія — 10 квітня 1979, Кишинів) — радянський вчений — медик Молдови та України, гігієніст, токсиколог, доктор медичних наук (1938), професор (1939). Заслужений діяч науки Молдавської РСР (1972).

## Біографія
Закінчив Одеський національний медичний університет Одеський медичний інститут в 1925 рік. У 1925—1930 роках працював санітарним інспектором Міськсанінспекції Одеси, у 1928—1930 роках — в аспірантурі при кафедрі гігієни праці Одеського медичного інституту, у 1930—1941 роках — асистент, праці Одеського медінституту У 1927—1930 роках вів курс історії педагогіки в єврейському секторі факультету соціального виховання одеського Інституту народної освіти.
У 1941—1945 роках завідувач кафедри загальної гігієни Самаркандський медичний інститут Самаркандського медичного інституту.
У 1945—1960 роках — знову завідувач кафедри гігієни праці Одеського медичного інституту, до 1953 року, а також декан санітарно-гігієнічного факультету. У 1960—1979 роках завідував організованою ним кафедрою загальної гігієни Кишинівського медичного інституту.
Був першим головою Молдавського республіканського наукового товариства гігієністів, яке він заснував у 1962 році.

## Сім'я
Дружина — педіатр і ревматолог Поліна Семенівна (Песя Шлемівна) Соснова (1900, Звенигородка Київської губернії — ?), завідувачка кафедри дитячих хвороб Запорізького інституту1995 госпітальної та факультетської педіатрії Кишинівського медичного інституту (1960—1978).
Син — педіатр Борис Якович Резнік (1929—1997), доктор медичних наук (1964), дійсний член Академії наук України (1992), професор та завідувач кафедри дитячих інфекційних хвороб Донецьк 1959—1972), завідувач кафедри дитячих хвороб педіатричного факультету Одеського медінституту (1972—1997); його ім'я носить одеська міська дитяча лікарня № 1.
Внук — Ігор Борисович Резник (нар. 1952), доктор медичних наук (1988), старший науковий співробітник Інституту педіатрії АМН СРСР (1976—1993), завідувач відділу імунології Центру дитячої гематології, онкології та імунології Російської Федерації), старший лікар відділення трансплантації кісткового мозку в медичному центрі Хадасса (з 2001), з 2007 року — професор медичного факультету Еврейський університет в Єрусалимі|Єврейського університету в Єрусалимі].

## Публікації
- Порядок найму робочої сили та боротьба з безробіттям: Чинне законодавство щодо ринку праці у питаннях та відповідях (з М. Е. Розенблітом). Одеса: БІП, 1926. — 45 с.; 4-те видання — там же, 1927. — 78 с.
- Що має знати працівниця про охорону жіночої праці. 2-е видання — Одеса: БІП, 1927. — 30 с.
- Спецхарчування, скорочений робочий день та додаткові відпустки на шкідливих роботах: Довідник для профспілок, фабзаместкомів та адміністрацій підприємств та установ. Одеса: БІП, 1928. — 64 с.
- Питання оздоровлення праці: дослідження вентустановок, нагрівальних печей та ізоляційних завіс. Одеса: Інститут праці ВЦРПС, 1935. — 170 с.
- Профілактика травматизму на польових роботах у сільськогосподарському виробництві. Одеса, 1954. — 28 с.
- Гігієна праці під час роботи з отрутохімікатами. М.: Знання, 1966. — 31 с.
- Загальна гігієна застосування отрутохімікатів у сільському господарстві. Кишинів: Картя молдовеняске, 1969. — 227 с.
- Гігієна праці в садівництві. Кишинів: Штіінця, 1975. — 179 с.
- Гігієна праці у сучасному сільському господарстві. За редакцією Я. Б. Резника. Кишинів: Штіінця, 1978. — 150 с.